# Torretassoa
Torretassoa is een geslacht van kevers uit de familie van de loopkevers (Carabidae). De wetenschappelijke naam van het geslacht is voor het eerst geldig gepubliceerd in 1933 door Schatzmayr & Koch.

## Soorten
Het geslacht Torretassoa is monotypisch en omvat slechts de volgende soort:
- Torretassoa alfierii Schatzmayr & Koch, 1933